# Tetilla mutabilis
Tetilla mutabilis är en svampdjursart som beskrevs av de Laubenfels 1930. Tetilla mutabilis ingår i släktet Tetilla och familjen Tetillidae. Inga underarter finns listade i Catalogue of Life.